# Меса, Энрике Габриэль
Энрике Габриэль Меса Бритес (исп. Enrique Gabriel Meza Britez; 28 ноября 1985 года, Вилья-Элиса) — парагвайский футболист, играющий на позиции защитника. Ныне выступает за парагвайский клуб «Гуарани».

## Клубная карьера
Энрике Меса начинал свою карьеру футболиста в парагвайском клубе «Соль де Америка». С начала 2005 года он играл за асунсьонский «Насьональ». Вторую половину 2008 года Меса играл за уругвайский «Хувентуд Лас-Пьедрас», а первую половину провёл во французском «Дижоне», но не сыграл за последнего ни одного официального матча.
В середине 2009 года Меса вернулся в Парагвай, подписав контракт с асунсьонской «Олимпией». 12 сентября 2010 года он забил свой первый гол за «Олимпию» в рамках парагвайской Примеры, сравняв счёт в домашней игре с «Гуарани».
С февраля 2014 года Меса был игроком бразильской команды «Спорт Ресифи», а с июля того же года — бразильского «Шапекоэнсе», за которого он провёл четыре матча в бразильской Серии А. В феврале 2015 года Меса перешёл в парагвайский «Спортиво Лукеньо». С начала 2016 года он играл за аргентинский «Атлетико Тукуман», а в июле 2017 года подписал контракт с асунсьонским «Гуарани».

## Достижения
«Олимпия»
- Чемпион Парагвая (1): Кл. 2011